# Poul Fechtels Hospital
Poul Fechtels Hospital eller de hamborgerske sjæleboder i København blev stiftet 1570 af Poul Fechtel, der var møntmester under Christian 3.
Han var indvandret, rimeligvis fra Hamburg, i Frederik 1.’s dage og tog ophold i Helsingør, hvorfra han 1536 blev kaldet til København for at overtage posten som møntmester i den af Christian 3. oprettede mønt i den nedlagte Sankt Clare Kirke på hjørnet af Møntergade og Gammelmønt. Han blev i denne stilling indtil 1565, da kongen takkede ham for "tro
tjeneste og godt regnskab".
Fechtel var en efter datidens forhold velstående mand, således at han endog kunne låne byen penge, og blev meget gammel. Han levede endnu 1590, men hans dødsår kendes ikke.
1570 opførte han på en af kong Frederik 2. skænket grund ved Sankt
Clare Kirke nogle boder for fattige husarme, der snart kaldtes "Poul Fechtels Boder", "Mønterboderne" eller "Hamborgerboderne". Fechtel skænkede en kapital af 3000 rigsdaler til sin stiftelse, hvilke penge stod på rente hos magistraten i Hamburg, og bestemte, at den til evig tid skulle bestyres af medlemmer af hans familie, som desuden fik forret til indlæggelse.
"Hamborgerboderne" kom derfor aldrig ind under det almindelige fattigvæsen. De lå indtil 1908 på deres oprindelige plads (Møntergade 28), om end der i tidernes løb var bortsolgt betydelige stykker af grunden. Senest 1732 var der blevet opført nye bygninger for stiftelsen. 1908 flyttede den ud i sin nyopførte bygning på Frederikssundsvej 78A. Stiftelsen fik her fribolig for 22 samt ni lejelejligheder, der førte over til friboligerne.
En skuepenge, hvoraf der findes et eksemplar i guld og et i sølv i Den Kongelige Mønt- og Medaillesamling, har bevaret Fechtels træk for eftertiden.
55°42′20.04″N 12°31′29.55″Ø / 55.7055667°N 12.5248750°Ø